# 라스베가스의 공포와 혐오
《라스베가스의 공포와 혐오》(Fear And Loathing In Las Vegas)는 미국에서 제작된 테리 길리엄 감독의 1998년 모험, 코미디 영화이다. 조니 뎁 등이 주연으로 출연하였고 패트릭 카사베티 등이 제작에 참여하였다.

## 출연

### 주연
- 조니 뎁
- 베니시오 델 토로

### 조연
- 엘렌 바킨
- 크레이그 비에코
- 게리 부시
- 카메론 디아즈
- 플리
- 마크 하몬

## 기타
- 원작자: 헌터 S. 톰슨
- 프로듀서: 엘리엇 루이스 로젠블러
- 프로듀서: 마크 인디그
- 공동제작: 엘리엇 루이스 로젠블러
- 조감독: 크리스티나 퐁
- 미술: 알렉스 맥도웰
- 의상: 줄리 웨이스
- 배역: 마저리 심킨

## 같이 보기
- 럼 다이어리